# François Boureau
Pour les articles homonymes, voir Boureau.
François Boureau était un médecin français spécialiste en neurophysiologie et dans le traitement de la douleur. Il est né le 18 octobre 1947 à Saint-Symphorien (Cher) et mort le 23 juin 2005 près de Charm el-Cheikh (Égypte), le jour même d'un grand attentat terroriste à Charm el-Cheik.

## Biographie
Il fit ses études de médecine aux hôpitaux de Saint-Antoine et de la Pitié-Salpêtrière à Paris, et fut enseignant à l'université Pierre-et-Marie-Curie à partir de 1987.
Souvent considéré comme le « pionnier de la lutte contre la douleur en France », il crée en 1995 un réseau associatif baptisé Lutter contre la douleur (LCD), destiné à sensibiliser et former les professionnels de la santé au traitement de la douleur. Il a notamment été responsable d'un Centre d'évaluation et de traitement de la douleur, président du Collège national des enseignants universitaires de la douleur, président du Conseil scientifique de l'Institut UPSA de la douleur, et il a organisé plusieurs colloques internationaux sur le sujet.
Il contribua notamment au Larousse Médical et était guitariste de jazz.
Il décède accidentellement le 23 juin 2005 au large de Charm el-Cheikh, en Égypte. Il est incinéré le 5 juillet 2005 et ses cendres sont déposées au cimetière du Père-Lachaise (24e division).